# Utharomyces
Utharomyces — монотиповий рід грибів родини Pilobolaceae. Назва вперше опублікована 1958 року.

## Поширення та середовище існування
Знайдений у гною Rattus losea на Тайвані.

## Види
База даних Species Fungorum станом на 18.10.2019 налічує 1 вид роду Utharomyces:
- Utharomyces epallocaulus Boedijn, 1959